# Lupe Fiasco
Wasalu Muhammad Jaco (* 16. únor 1982, Chicago, IL, USA), spíše známý jako Lupe Fiasco, je americký rapper, hudební producent a zakladatel hudební nahrávací společnosti 1st & 15th Entertainment. Od roku 2007 je členem rapové super-skupiny Child Rebel Soldier, kterou s ním tvoří Kanye West a Pharrell a od roku 2008 také vystupuje jako zpěvák v post-punkové kapele Japanese Cartoon.
Mimo hudební kariéru vlastní dvě oděvní značky, a to Righteous Kung-Fu a Trilly & Truly. Také společně s firmou Reebok uvedl vlastní kolekci bot. Je znám i pro své charitativní vystoupení.

## Biografie

### Dětství
Narodil se v Chicagu v roce 1982. Má západoafrické kořeny. Jeho otec byl členem organizace Černí panteři, také byl učitelem karate a známým bubeníkem africké hudby. Wasalu Jaco byl vychováván jako Muslim a od tří let se věnoval bojovému umění. Jeho rodiče se rozvedli v roce 1987, kdy nadále bydlel jen s matkou a třemi sourozenci, ale jeho otec ho i nadále vychovával.
Když byl mladý neměl rád Hip-hop kvůli vulgárnímu jazyku, proto poslouchal raději Jazz, jeho idolem byl Benny Goodman. Rapovat začal roku 1996, poté, co uslyšel Nasovo album It Was Written. V té době si říkal "Little Lu" a "Lu tha Underdog". Poté jako starší používal přezdívku "Lu", což je poslední část jeho jména Wasalu. "Lupe" je rozšířením této přezdívky, "Fiasco" pochází z písně "Firm Fiasco" z alba skupiny The Firm The Album.
Vystudoval střední školu Thornton Township High School, kde byl členem divadelního sboru a šachového klubu.

### Hudební kariéra

#### Počátky (1999-2004)
V sedmnácti letech mu otec dovolil vytvořit ze sklepa hudební studio, Lupe postupně nakoupil staré použité nahrávací vybavení a začal nahrávat. V devatenácti letech byl ve skupině jménem "Da Pak", skupina byla velmi ovlivněna kalifornským Gangsta rapem. Získali smlouvu u Epic Records, kde stihli vydat jeden singl předtím, než se rozpadli. Lupe dále nechtěl pokračovat v rapování ve stylu Gangsta rapu, který vždy kritizoval. Poté získal sólo smlouvu u Arista Records, kde působil do roku 2004, kdy byl po personálních změnách vyhozen. Během dob u Arista Records potkal svůj rapový idol, tím byl rapper a dnes již bývalý šéf společnosti Def Jam Recordings Jay-Z, ten mu v roce 2005 pomohl získat smlouvu u Atlantic Records. Na své zpropagování tehdy začal vydávat mixtapy ze série nazvané Fahrenheit 1/15.

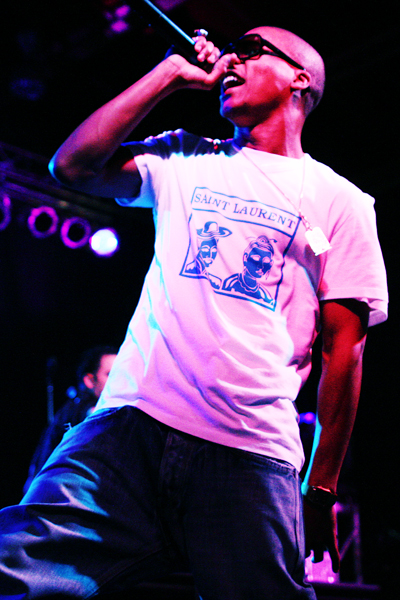
Lupe Fiasco při vystoupení na Northwestern University (2007).

#### Food & Liquor (2005-06)
Roku 2005 se rozhodl nahrát remixy na dvě písně rappera a producenta Kanye Westa. Ten mu poté nabídl spolupráci na své písni "Touch the Sky" z alba Late Registration, která byla přehrávána v rádiích a bodovala i v hitparádách, tím se Lupe proslavil. V roce 2006 poté Lupe vydal svůj první singl nazvaný "Kick, Push", za který byl nominován na cenu Grammy.
V září 2006 bylo vydáno jeho debutové album Lupe Fiasco's Food & Liquor, které bylo nominováno celkem na čtyři ceny grammy, proměnil jen jednu za píseň "Daydreamin'". S albem mu velmi pomohl Jay-Z. Album debutovalo na osmé příčce žebříčku Billboard 200 a na prvním místě žebříčku Billboard Top Rap Albums, také získalo dobré kritiky. Odezvu mělo i ve Spojeném království. Alba se prodalo 81 000 kusů v první týden prodeje v USA, celkem okolo 325 000 kusů.

#### The Cool (2007-08)
Při nahrávání druhého alba Lupe Fiasco's The Cool v roce 2007 zemřel jeho otec, a jeho obchodní společník Charles "Chilly" Patton byl odsouzen na čtyřicet let do vězení, tyto skutečnosti velmi ovlivnily zvuk alba. Album bylo vydáno v prosinci 2007 a debutovalo na čtrnácté pozici Billboard 200 se 143 000 prodanými kusy v první týden prodeje v USA, celkem se alba prodalo přes 500 000 kusů (album tedy získalo certifikaci zlatá deska). Album uváděl velmi úspěšný platinový singl "Superstar" (ft. Matthew Santos), ten se umístil na desáté příčce žebříčku Billboard Hot 100 a dlouho byl jeho nejúspěšnějším singlem.
Roku 2008 vystupoval na tour s Kanye Westem. Ve stejném roce oznámil, že připravuje své třetí a poslední album. To nazval LupE.N.D. a mělo jít o troj-album. První disk měl nést jméno Everywhere a byl plánován na léto 2009. Poté oznámil, že vydání Everywhere je odloženo na později a že prvním albem bude disk s názvem The Great American Rap Album, který byl také plánován na léto 2009 s tím, že další dvě alba budou vydána na konci roku 2009 a v létě 2010. Nic z toho se ovšem nestalo.

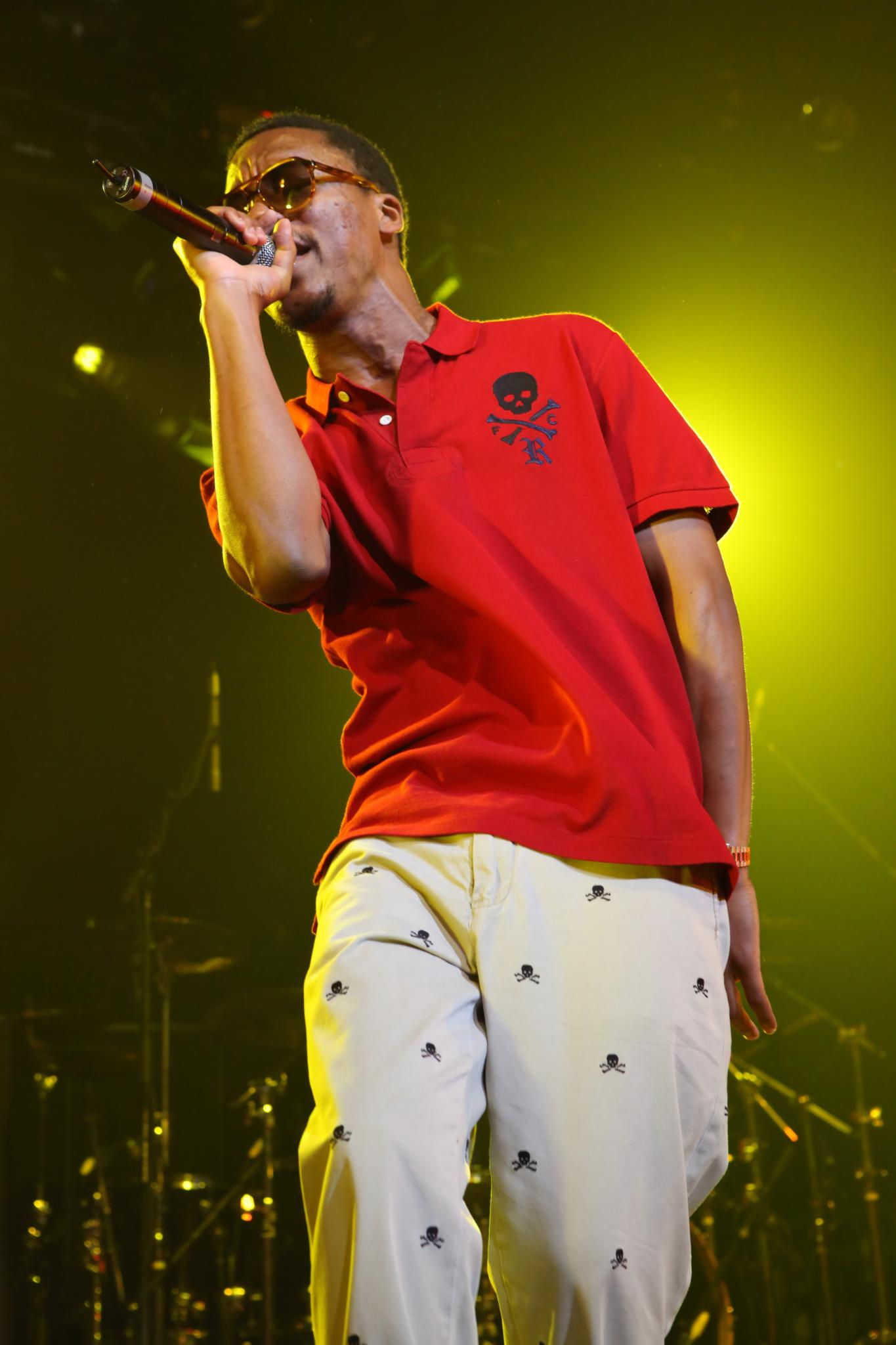
Lupe Fiasco v Melbourne v roce 2009.

#### Lasers (2009-2011)
V roce 2009 oznámil, že pracuje na svém zcela novém albu We Are Lasers, které bylo plánováno na konec roku 2009. Posléze byl název zkrácen jen na Lasers. Prvním promo singlem byla píseň "Shining Down" (ft. Matthew Santos), druhým poté píseň "I'm Beamin", ani jedna píseň se na finální verzi alba neobjevila, byly vydány jen jako bonusy v deluxe edition. Roku 2009 hostoval na albu zpěváka Chrise Browna a na začátku roku 2010 na albu rappera B.o.B. Také nahrál píseň "Solar Midnite", která se objevila ve filmu Twilight sága: Nový měsíc.
Poté, co ani na začátku roku 2010 nebylo stále album Lasers vydáno, podepsalo 26 000 fanoušků petici na okamžité vydání alba. V dubnu 2010 vydal debutové album své post-punkové skupiny Japanese Cartoon, které nese název In The Jaws Of The Lords Of Death.
V říjnu 2010 byl konečně vydán první oficiální singl z alba Lasers, a to píseň "The Show Goes On", ta se umístila na 9. příčce žebříčku Billboard Hot 100 a získala certifikaci 2x platinový singl, čímž se tato píseň stala jeho nejúspěšnějším singlem. 8. února 2011 poté byl vydán druhý singl "Words I Never Said" (ft. Skylar Grey), ten se umístil na 81. příčce žebříčku Billboard Hot 100. Celé album bylo vydáno 8. března 2011. Debutovalo na prvních pozicích žebříčků Billboard 200, Top R&B/Hip-Hop Albums a Top Rap Albums s 204 000 prodanými kusy v první týden prodeje v USA. Velký úspěch zaznamenalo i v Kanadě a ve Spojeném království. Po vydání alba zaznamenala úspěch i píseň "Beautiful Lasers (2 Ways)" (ft. MDMA) ta se umístila na 70. příčce žebříčku Billboard Hot 100. Dalším úspěšným singlem je píseň "Out of My Mind" (ft. Trey Songz), která se vyšplhala na 40. příčku. V lednu 2012 album získalo certifikaci zlatá deska za 500 000 kusů v distribuci v USA.

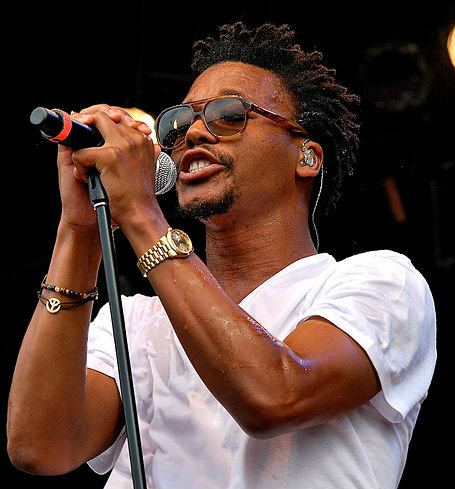
Lupe Fiasco při vystoupení na Bluesfestu v Ottawě (2011).

#### Food & Liquor 2 (2012)
Od roku 2011 nahrával album Lupe Fiasco's Food & Liquor II: The Great American Rap Album. Původně mělo být vydáno jako dvojalbum, ale vedení Atlantic Records se rozhodlo je vydat odděleně. První část byla vydána v září 2012. První singl, píseň "Around My Way (Freedom Ain't Free)", byl vydán v květnu 2012 a debutoval na 76. místě žebříčku Billboard Hot 100. Další singl "Battle Scars" (ft. Guy Sebastian) debutoval na 73. příčce.
Druhá část měla být vydána na počátku roku 2013. V lednu 2013 oznámil, že tento název ruší a ke konci roku 2013 vydá album s jiným názvem a konceptem.

#### Tetsuo & Youth (2013–2015)
Dne 10. února 2013 oznámil název svého pátého studiového alba, jímž je Tetsuo & Youth. Album bylo původně plánováno k vydání na začátku roku 2014. Původním singlem z alba byla píseň "Old School Love" (ft. Ed Sheeran), ta se umístila na 95. příčce US žebříčku, ale na konečné verzi alba se neobjevila. V říjnu 2014 bylo oznámeno, že album bude vydáno v lednu 2015. V listopadu 2014 vydal nový vedoucí singl s názvem "Deliver", píseň se v hitparádě neumístila. Album bylo vydáno 20. ledna 2015 a zatímco uspělo u kritiků (80 % na Metacritic), relativně propadlo u posluchačů, když se v první týden prodeje v USA prodalo 39 000 ks, album tím debutovalo na 14. příčce žebříčku Billboard 200.
V srpnu 2015 vydal zdarma ke stažení mixtape / EP s názvem Pharaoh Height.

#### DROGAS, DROGAS light* a SKULLS (2016–...)
V prosinci 2015 na Twitteru oznámil plán vydání alba s názvem The Cool 2 a současně zveřejnil obal. Plánované datum vydání bylo zima 2017. Ke konci roku 2015 však oznámil, že před albem The Cool 2 vydá v roce 2016 tři plnohodnotná alba s názvy DROGAS, SKULLS a ROY. Lupe Fiasco tak oprášil plány z roku 2009, kdy také oznámil vydání tří alb během jednoho roku, k čemuž ovšem tehdy nedošlo. Rovněž, jako v roce 2009, oznámil, že po vydání alba ROY ukončí kariéru. Zda vydá i ohlášené album The Cool 2 tak nebylo jisté. V dubnu 2016 upravil své plány, když uvedl, že jedno ze tří alb pro rok 2016 neponese název ROY. Nově budou alba vydány v pořadí DROGAS, DROGAS light* a SKULLS, potvrdil, že se bude jednat o jeho poslední alba. V říjnu 2016 však zrušil svůj plán vydání tří alb během roku 2016 s tím, že i přesto, že alba DROGAS a DROGAS light již byla dokončena, žádné album během roku 2016 nevyjde. Jako důvod přitom uvedl zdlouhavý proces masteringu a získávání práv na použité samply.
V únoru 2017 vydal své šesté album s názvem Drogas Light. Jednalo se o jeho první nezávislé album, které vydal po odchodu z labelu Atlantic Records. Žádný singl z alba v žebříčcích nebodoval.
V září 2018 vydal pokračování alba Drogas Light s názvem Drogas Wave.
V roce 2020 vydal dvě EP – HOUSE (s Kaelin Ellis) a TAPE TAPE s Soundtrakk.

## Diskografie

### Studiová alba
| Rok  | Album | Nejvyšší umístění v hitparádě | Nejvyšší umístění v hitparádě | Nejvyšší umístění v hitparádě | Nejvyšší umístění v hitparádě | Nejvyšší umístění v hitparádě | Certifikace |
| Rok  | Album | US 200                        | US Hip-Hop                    | US Rap                        | CAN                           | UK                            | Certifikace |
| ---- | --- | ----------------------------- | ----------------------------- | ----------------------------- | ----------------------------- | ----------------------------- | ----------- |
| 2006 | Lupe Fiasco's Food & Liquor - Vydáno: 19. září 2006 - Vydavatel: 1st & 15th, Atlantic                          | 8                             | 2                             | 1                             | -                             | 31                            | US: /       |
| 2007 | Lupe Fiasco's The Cool - Vydáno: 18. prosince 2007 - Vydavatel: 1st & 15th, Atlantic                           | 14                            | 4                             | 1                             | -                             | 7                             | US: zlatá   |
| 2011 | Lasers - Vydáno: 8. března 2011 - Vydavatel: 1st & 15th, Atlantic                                              | 1                             | 1                             | 1                             | 4                             | 25                            | US: zlatá   |
| 2012 | Food & Liquor II: The Great American Rap Album Pt. 1 - Vydáno: 25. září 2012 - Vydavatel: 1st & 15th, Atlantic | 5                             | 1                             | 1                             | 13                            | 60                            | US: /       |
| 2015 | Tetsuo & Youth - Vydáno: 20. ledna 2015 - Vydavatel: 1st & 15th, Atlantic                                      | 14                            | 2                             | 2                             | 15                            | 58                            | US: /       |
| 2017 | Drogas Light - Vydáno: 10. února 2017 - Vydavatel: 1st & 15th, Thirty Tigers, RED, Sony                        | 28                            | 11                            | 7                             | —                             | —                             | US: /       |
| 2018 | Drogas Wave - Vydáno: 21. září 2018 - Vydavatel: 1st & 15th, Thirty Tigers                                     | 60                            | 33                            | —                             | —                             | —                             | US: /       |
| 2022 | Drill Music in Zion - Vydáno: 24. června 2022 - Vydavatel: 1st & 15th, Thirty Tigers                           | —                             | —                             | —                             | —                             | —                             | US: /       |
| 2024 | Samurai - Vydáno: 28. června 2024 - Vydavatel: 1st & 15th, Thirty Tigers                                       | —                             | —                             | —                             | —                             | —                             | US: /       |

### Úspěšné singly
- 2006 - "Kick, Push"
- 2007 - "Superstar" (ft. Matthew Santos)
- 2010 - "The Show Goes On"
- 2011 - "Words I Never Said" (ft. Skylar Grey)
- 2011 - "Out of My Head" (ft. Trey Songz)
- 2012 - "Around My Way (Freedom Ain't Free)"
- 2012 - "Battle Scars" (ft. Guy Sebastian)

### Mixtapy
- 2006 - Fahrenheit 1/15 Part I: The Truth Is Among Us
- 2006 - Fahrenheit 1/15 Part II: Revenge Of The Nerds
- 2006 - Fahrenheit 1/15 Part III: A Rhyming Ape
- 2009 - Enemy of the State: A Love Story
- 2011 - Friend of the People
- 2015 - Pharaoh Height